# Marijin Trsat
Marijin Trsat, hrvatski katolički list. Vjesnik je Svetišta Majke Božje Trsatske.

## Povijest
Pokrenut je 1967. godine. Izlazio je tromjesečno te triput godišnje (Uskrs, Velika Gospa, Božić). Izdavač je Uprava Svetišta Gospe Trsatske. Izlazi u Rijeci. 

## Urednici
Uređivali su ga Stjepan Antun Amet, Z.K. Šojat, Rajko Antun Gelemanović, Trpimir Vinko Leko, Petar Antun Kinderić, Matija Koren, Lucije Jagec, Antun Jesenović i Bernard Barbarić.